# Șimand

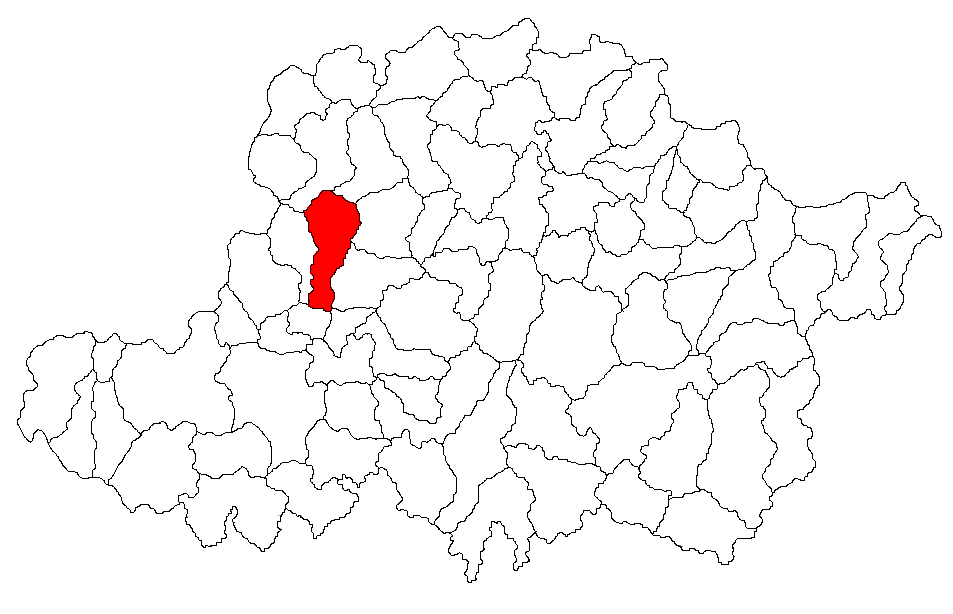
Lage der Gemeinde Șimand im Kreis Arad

Șimand (deutsch Schimand, ungarisch Alsósimánd) ist eine Gemeinde im Kreis Arad im historischen Kreischgebiet in Rumänien. 

## Geografische Lage
Șimand liegt am Drum național 79 zwischen Arad und Chișineu-Criș, 30 Kilometer nordöstlich von der Kreishauptstadt Arad.

## Nachbarorte
| Șiclău    | Socodor                                     | Nadab  |
| Sânmartin | Kompassrose, die auf Nachbargemeinden zeigt | Cintei |
| Macea     | Sântana                                     | Olari  |

## Geschichte
Der Ort Symand wurde 1274 erstmals urkundlich erwähnt. In einer Urkunde aus dem Jahr 1403 wird Schimand als „oppidum“ geführt.
1725 geht die Gemeinde in den Besitz der Familie Edelspacher über, die bis 1889 einen bedeutenden Einfluss auf die Entwicklung der Ortschaft ausüben wird. Der Arader Präfekt und Kameralverwalter Sigismund Edelspacher kaufte 1725 als „mixta donatio“ die Güter Schimand, Matscha, Gyorok und Lökösháza. Die Kaufsumme betrug 12.908 rheinische Gulden.
Die deutsche Bevölkerung wurde im Zuge der privaten Ansiedlung von den Grundherren Edelspacher um 1800 nach Schimand gerufen. Diese kamen aus Ortschaften der näheren Umgebung: Elek, Aradsanktmartin und Sanktanna.
Von 1717 bis 1920 gehörte die Gemeinde zum Königreich Ungarn, Komitat Arad. Die amtliche Bezeichnung war Alsósimánd. Nach der Dreiteilung des Banats am 4. Juni 1920 infolge des Vertrags von Trianon fiel die Gemeinde an das Königreich Rumänien. Seitdem ist die amtliche Bezeichnung Șimand.

## Demografie
| 1880 | 4030 | 2594 | 978  | 433 | 25             |
| 1910 | 5228 | 3486 | 1154 | 563 | 25             |
| 1930 | 4693 | 3336 | 682  | 600 | 75             |
| 1977 | 4657 | 3674 | 413  | 367 | 203            |
| 1992 | 4049 | 3521 | 252  | 85  | 191            |
| 2002 | 4144 | 3615 | 197  | 37  | 295            |
| 2021 | 3876 | 2984 | 79   | 15  | 798 (382 Roma) |

## Sehenswürdigkeiten
- Kastell Cernovici mit Schlosspark[5]
- Orthodoxe Kirche (Baujahr 1759)[6]